# Federico Tedeschini
Federico Tedeschini (ur. 12 października 1873 w Antrodoco, zm. 2 listopada 1959 w Rzymie) – włoski duchowny katolicki, wysoki urzędnik Kurii Rzymskiej, kardynał.

## Życiorys
Ukończył seminarium w rodzinnej diecezji Rieti, a także Pontyfikalne Seminarium Rzymskie, gdzie kształcił się razem z Eugenio Pacellim, późniejszym papieżem Piusem XII. Święcenia kapłańskie otrzymał 25 lipca 1896. Do roku 1901 był wykładowcą seminarium w Rieti. W roku 1903 został prywatnym szambelanem Jego Świątobliwości, a w roku 1908 prałatem. W tym samym roku mianowany kanclerzem w Sekretariacie ds. Listów. Od 1914 pracował w Sekretariacie Stanu, gdzie był substytutem.
30 kwietnia 1921 otrzymał nominację na tytularnego arcybiskupa Lepanto. Parę dni wcześniej został również nuncjuszem w Hiszpanii. Sakry udzielił mu papież Benedykt XV. Na stanowisku nuncjusza pozostał aż do roku 1935. W tym czasie ufundował hiszpańską Akcję katolicką. W roku 1933 został kardynałem. Nominację zachowano jednak in pectore z powodu sytuacji politycznej w Hiszpanii. Nominacja upubliczniona została dwa lata później, podczas konsystorza z 16 grudnia 1935. Od 25 lutego 1938 do swej śmierci sprawował urząd Datariusza Papieskiego. Brał udział w konklawe 1939 i 1958 roku. W marcu 1939 otrzymał godność archiprezbitera bazyliki watykańskiej, po wyborze poprzednika na papieża. W roku 1951 włączony do grona kardynałów-biskupów. Umarł na raka jelita.

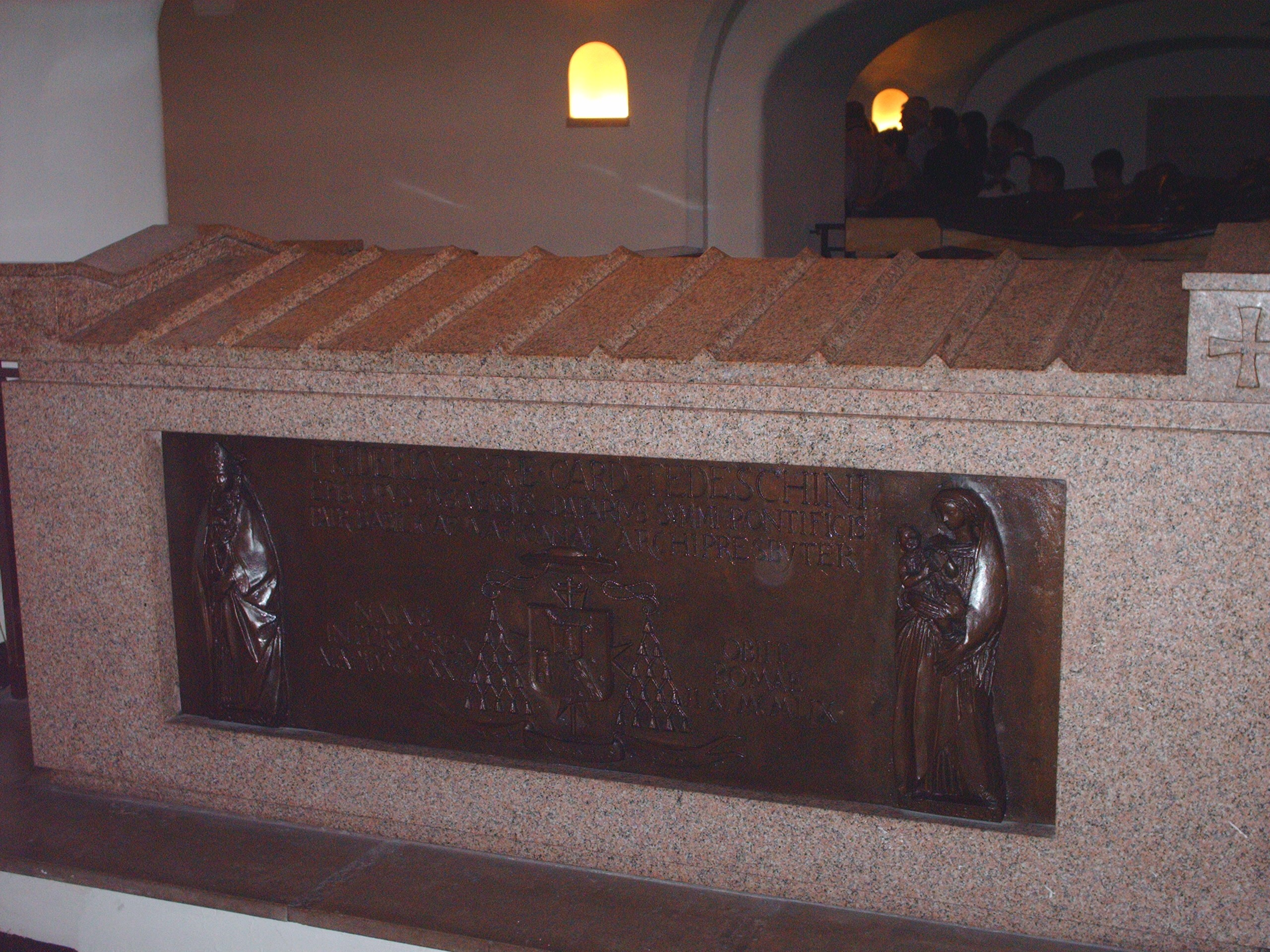
Grób kardynała Federico Tedeschini w Grotach Watykańskich

Kardynał Tedeschini miał duży udział w ogłoszeniu dogmatu o Wniebowzięciu NMP, a także powstaniu konstytucji apostolskiej Munificentissimus Deus. Jako papieski delegat przewodniczył uroczystościom stulecia objawień w Lourdes. Przez całe swe kapłańskie życie wyróżniał się szacunkiem jakim obdarzali go kolejni papieże. Benedykt XV miał nawet powiedzieć Nie można lubić Papieża, nie lubiąc Tedeschiniego. Jako jeden z nielicznych kardynałów spoczął w grotach bazyliki watykańskiej.